# 이천시의 향토유적
이천시의 향토유적은 다음 각 호에 해당하는 것을 말한다.
1. 「문화재보호법」에 따라 건조물로 지정되지 아니한 것으로서 향토의 역사, 예술상 가치가 있는 것과 이에 준하는 고고자료(考古資料)
2. 향토문화재로서 보호가치가 있을 것으로 기대되는 유물과 유적
3. 향토문화, 토속, 풍속을 연구하는데 필요한 자료

## 지정 목록
| 번호 | 그림 | 명칭                                                      | 소재지                                        | 소유자 (관리자)          | 지정·해제일자                                                   | 비고 |
| ---- | ---- | --------------------------------------------------------- | --------------------------------------------- | ------------------------ | --------------------------------------------------------------- | ---- |
| 1호  |      | 설봉산성 (雪峯山城)                                       | 이천시 사음동 산24                            |                          | 1986년 4월 14일 지정, 1995년 8월 7일 해제, 국가사적423호로 승격 |      |
| 2호  |      | 태평흥국명 마애보살좌상 (太平興國銘 磨崖菩薩坐像)         | 이천시 마장면 장암리                          |                          | 1986년 4월 14일 지정, 1989년 4월 15일 해제, 보물 제982호로 승격 |      |
| 3호  |      | 영월암 석조광배 및 연화좌대 (映月庵 石造光背 및 蓮華座臺) | 이천시 관고동 438 영월암                      | 영월암                   | 1986년 4월 14일 지정                                            |      |
| 4호  |      | 지석리지석묘 (支石里支石墓)                               | 이천시 신둔면 수하리 746-2                    | 이천시                   | 1986년 4월 14일 지정                                            |      |
| 5호  |      | 관고동 오층석탑 (官庫洞 五層石塔)                         | 이천시 관고동 401-2                           | 이천시                   | 1986년 4월 14일 지정                                            |      |
| 6호  |      | 관고동 입상석불 (官庫洞石佛立像)                          | 이천시 관고동 39-3                            | 법왕정사                 | 1986년 4월 14일 지정                                            |      |
| 7호  |      | 갈산동석불입상 (葛山洞石佛立像)                           | 이천시 갈산동 76-2                            | 미륵사                   | 1986년 4월 14일 지정                                            |      |
| 8호  |      | 소고리 마애삼존석불 (所古里 磨崖三尊石佛)                 | 이천시 모가면 소고리 640-7                    | 이천시                   | 1986년 4월 14일 지정                                            |      |
| 9호  |      | 동산리 마애여래상 (東山里 磨厓如來像)                     | 이천시 호법면 동산리 산121                    | 이천시                   | 1986년 4월 14일 지정                                            |      |
| 10호 |      | 선읍리입상석불 (善邑里立像石佛)                           | 이천시 장호원읍 선읍리 산 401                 | 신흥사                   | 1986년 4월 14일 지정                                            |      |
| 11호 |      | 대포동석조여래입상 (大浦洞石造如來立像)                   | 이천시 대포동 산123-1                         | 이천시                   | 1986년 4월 14일 지정                                            |      |
| 12호 |      | 영원사석조약사여래좌상 (靈源寺石造藥師如來坐像)           | 이천시 백사면 송말리 436                      | 영원사                   | 1986년 4월 14일 지정                                            |      |
| 13호 |      | 도립리 육괴정 (道立里 六槐亭)                             | 이천시 백사면 도립리 735                      | 영월엄씨종중             | 1986년 4월 14일 지정                                            |      |
| 14호 |      | 영월암 (映月庵)                                           | 이천시 관고동 438번지                         | 영월암                   | 1986년 4월 14일 지정                                            |      |
| 15호 |      | 애련정 (愛蓮亭)                                           | 이천시 안흥동 404                             | 이천시                   | 1997년 8월 1일 지정                                             |      |
| 16호 |      | 권균묘역 (權鈞墓域)                                       | 이천시 모가면 산내리 산33-1                   | 안동권씨                 | 1998년 2월 13일 지정                                            |      |
| 17호 |      | 서신일묘역 (徐神逸墓域)                                   | 이천시 부발읍 산촌리 산19                     | 이천서씨 대종회          | 2007년 9월 20일 지정                                            |      |
| 18호 |      | 설봉서원 (雪峯書院)                                       | 이천시 경충대로 2709번길 276 (관고동 437-1)   | 이천시장                 | 2007년 9월 20일 지정                                            |      |
| 19호 |      | 설봉서원 절목                                             | 이천시 경충대로 2709번길 276 (관고동 437-1)   | 이천시장                 | 2007년 9월 20일 지정                                            |      |
| 20호 |      | 김해묘역                                                  | 이천시 백사면 도지리 산33-3                   | 김해김씨 종중            | 2012년 3월 20일 지정                                            |      |
| 21호 |      | 이점 신도비 (李土占 神道碑)                               | 이천시 마장면 관리 296                        | 광주이씨 종중            | 2012년 3월 20일 지정                                            |      |
| 22호 |      | 숙의 나주 나씨 묘역 및 묘비                               | 이천시 부발읍 무촌리 산 467번지               | 숙의나주나씨 종중        | 2014년 1월 6일 지정                                             |      |
| 23호 |      | 청풍김씨 월천군 문평공 김길통 묘역                        | 이천시 신둔면 원적로 12 (신둔면 수광리 398-9) | 청풍김씨 영동정공파 종중 | 2017년 11월 10일 지정                                           |      |

## 참고 문헌
- 이천시 홈페이지 - 고시/공고